# 볼보 환경상
볼보 환경상 (Volvo Environment Prize)은 ‘지속 가능한 세계로 가는 길을 탐구하는’ 사람에게 수여되는 상이다. 이 상은 1988년에 설립된 볼보 환경상 재단에서 수여한다. 수상자가 되기 위한 가장 중요한 기준은 과학적 우수성이다. 후보자는 자신의 분야에서 뛰어난 연구 및 출판 기록을 보유해야 하며, 정책 및 응용분야에 미치는 연구를 해야 한다.
볼보 환경상 수상자는 수공예 졸업장, 유리 조각품 및 150만 크로나 (약 13만 5천 유로 또는 14만 달러)의 상금을 받는다.

## 심사 방식
칼 폴케 (Carl Folke) 교수가 이끄는 과학 위원회가 후보자에 대한 초기 심사 및 평가를 실시하여 국제상 심사위원단에 제출한다. 심사위원단은 메리 숄스 (Mary Scholes) 교수 (위트워터스란드 대학교, 남아프리카 공화국)가 의장을 맡고, 시페이준 (Peijun Shi) 교수 (베이징 사범대학, 중국), 타케우치 카즈히코 (Kazuhiko Takeuchi) 교수 (교토 대학교, 일본), 시빌 반 덴 호브 (Sybille van den Hove) 박사 (바르셀로나 자치 대학교, 스페인), 요한 록스트롬 (Johan Rockström) 교수 (포츠담 기후 영향 연구소)가 위원으로 참여한다.

## 수상자 명단
| 년도 | 수상자 이름            | 업적 |
| 1990 | 존 크루틸라            | 환경 및 자원 경제학에 관해 연구                                                                               |
| 1990 | 앨런 니스              | 환경 및 자원 경제학에 관해 연구                                                                               |
| 1991 | 파울 크뤼천            | 대기 화학 분야의 연구 프로젝트에 기여                                                                         |
| 1992 | 노먼 마이어스          | 열대 지역의 생물다양성에 관해 작업                                                                            |
| 1992 | 피터 해밀턴 레이븐     | 열대 지역의 생물다양성에 관해 작업                                                                            |
| 1993 | 폴 R. 에를리히         | 인구와 자원 이해에 관해 연구                                                                                  |
| 1993 | 존 할드렌              | 인구와 자원 이해에 관해 연구                                                                                  |
| 1994 | 기타 센                | 빈곤과 환경, 여성의 역할에 관해 작업                                                                          |
| 1995 | 길버트 F. 화이트       | 천연자원 계획에 관해 작업                                                                                     |
| 1996 | 제임스 러브록          | 새로운 민감한 측정 기술에 관해 연구                                                                           |
| 1997 | 마나베 슈쿠로          | 기후 모델링 및 기후 변화에 관해 연구                                                                          |
| 1997 | 비라바드란 라마나탄    | 기후 모델링 및 기후 변화에 관해 연구                                                                          |
| 1998 | 데이비드 쉰들러        | 담수의 가용성 및 품질에 관해 연구                                                                             |
| 1998 | 말린 팔켄마크          | 담수의 가용성 및 품질에 관해 연구                                                                             |
| 1999 | M. S. 스와미나탄       | 빈곤 근절을 위한 농업 및 자원 보존에 관해 연구                                                                |
| 2000 | 호세 골덴버그          | 세계 에너지 수요에 대한 환경적으로 건전한 해결에 관해 연구                                                    |
| 2000 | 토마스 B. 요한슨       | 세계 에너지 수요에 대한 환경적으로 건전한 해결에 관해 연구                                                    |
| 2000 | 아물리아 레디          | 세계 에너지 수요에 대한 환경적으로 건전한 해결에 관해 연구                                                    |
| 2000 | 로버트 H. 윌리엄스     | 세계 에너지 수요에 대한 환경적으로 건전한 해결에 관해 연구                                                    |
| 2001 | 조지 M. 우드웰         | 생태계 연구 및 공공 정책 개발에 업적을 세우는데 공헌                                                          |
| 2002 | 파사 다스굽타          | 재산권, 빈곤, 경제 개발에 관해 업적을 세우는데 공헌                                                           |
| 2002 | 카를 고란 멜러         | 재산권, 빈곤, 경제 개발에 관해 업적을 세우는데 공헌                                                           |
| 2003 | 마다브 가드길          | 가난한 사람들을 위한 진실하고 합당한 과학자가 되는데 공헌                                                     |
| 2003 | 무함마드 유누스        | 가난한 사람들을 위한 진실하고 합당한 과학자가 되는데 공헌                                                     |
| 2004 | 데이비드 새터스웨이트  | 3개의 연계된 도시화 주제에 관해 뛰어난 업적을 세우는데 공헌                                                   |
| 2004 | 제이미 러너            | 3개의 연계된 도시화 주제에 관해 뛰어난 업적을 세우는데 공헌                                                   |
| 2004 | 루이사 몰리나          | 3개의 연계된 도시화 주제에 관해 뛰어난 업적을 세우는데 공헌                                                   |
| 2004 | 마리오 J. 몰리나       | 3개의 연계된 도시화 주제에 관해 뛰어난 업적을 세우는데 공헌                                                   |
| 2005 | 메리 칼린 아로요       | 보존의 중요성 이해에 관해 업적을 세우는데 공헌                                                                |
| 2005 | 아일라 케토            | 보존의 중요성 이해에 관해 업적을 세우는데 공헌                                                                |
| 2006 | 레이 힐본              | 인간이 전 세계 해양 환경에 미치는 영향에 관해 연구                                                            |
| 2006 | 다니엘 폴리            | 인간이 전 세계 해양 환경에 미치는 영향에 관해 연구                                                            |
| 2006 | 칼 월터스              | 인간이 전 세계 해양 환경에 미치는 영향에 관해 연구                                                            |
| 2007 | 아모리 로빈스          | 에너지 효율성 분야에서 뛰어난 업적을 세우는데 공헌                                                            |
| 2008 | 크로포드 홀링          | 생태계 역학, 변형 및 회복력에 대해 연구                                                                       |
| 2009 | 수전 솔로몬            | 세계가 지구 온난화의 심각성을 이해하는데 큰 도움이 된 보고서를 제작                                           |
| 2010 | 해럴드 A. 무니         | 생물다양성이 생태계 기능의 핵심 요소라고 주장                                                                 |
| 2011 | 한스 요아힘 셸른후버   | 지구 시스템 과학의 지적 및 개념적 개발에 있어서 세계적 수준의 리더십을 이루는데 공헌                          |
| 2012 | 그레첸 데일리          | 자연 자본과 생태계 서비스의 가치 평가에 큰 공헌                                                               |
| 2013 | 친다허                 | 빙권 연구 및 지구 기후에 미치는 영향 연구                                                                     |
| 2014 | 에릭 램빈              | 세계 대기 이해에 대해 기여                                                                                    |
| 2015 | 헤닝 로드              | 세계 대기 이해에 대한 획기적인 기여                                                                           |
| 2016 | 카를로스 노브레        | 아마존 이해에 대한 선구적 노력                                                                                |
| 2017 | 우시프 라시드 수마일라 | 바다와 해양 생물의 미래에 대해 연구                                                                           |
| 2018 | 바이쉐메이             | 도시 지속 가능성 연구 분야의 글로벌 사상적 리더 역할을 하는데 공헌                                            |
| 2019 | 테리 채핀              | 세계적인 생태학자이자 지구 관리에 대한 심오한 사상가 역할을 하는데 공헌                                       |
| 2020 | 클레어 크레멘          | 식량 생산과 생물다양성 보존 조화에 대해 연구와 활동을 한 공로                                                 |
| 2021 | 폴 아나스타스          | 오염 문제를 근원에서 해결하는 지속 가능성에 대한 시스템적 접근 방식인 '녹색 화학' 분야에 업적을 세우는데 공헌 |
| 2022 | 리처드 톰슨            | 플라스틱 오염이 새로운 세계적 과제로 부상하고 있다는 사회적 인식을 제공하기 위해 연구를 한 공로               |
| 2022 | 타마라 갤러웨이        | 플라스틱 오염이 새로운 세계적 과제로 부상하고 있다는 사회적 인식을 제공하기 위해 연구를 한 공로               |
| 2022 | 페넬로페 린데크        | 플라스틱 오염이 새로운 세계적 과제로 부상하고 있다는 사회적 인식을 제공하기 위해 연구를 한 공로               |
| 2023 | 에두아르도 브론디치오  | 민족지학적 접근 방식에 내재된 복잡한 시스템 사고분야에 세계적인 연구를 한 공로                                |
| 2024 | 프랑크 비어만          | 세계적 변화의 시대에 국제 환경 거버넌스를 위해 새로운 경로를 정의한 공로                                      |